# Francesc Cors
Francesc Cors (Actiu a Catalunya, segle xviii) fou un eclesiàstic franciscà i escriptor català.
Va treballar com a examinador sinodal a Girona i Vic. És conegut per la seva defensa de la llengua catalana tant en la catequesi com en la predicació. Va convèncer a Jaume Aixelà a escriure en català la seva Vida i miracles de sant Benet de Palermo, publicada a Girona, el 1767.

## Publicacions
- Luz Seráfica que guía a los terciarios...